# Elisabeth Markus
Pour les articles homonymes, voir Markus.
Elisabeth Markus, née le 15 décembre 1895, morte le 19 janvier 1970 est une actrice autrichienne de théâtre, de cinéma et de radio. 

## Biographie
Elisabeth Markus est la fille d'un pharmacien, Eugen Markus. Elle a suivi une formation à l'école de théâtre du Volkstheater allemand de Vienne. De 1917 à 1930, elle fut également membre de l'ensemble du Volkstheater. En 1931, Elle part en tournée théâtrale avec Max Reinhardt. À partir de 1939, elle fait partie de l'ensemble du théâtre de Josefstadt. Elle fait également des apparitions occasionnelles au Deutsches Theater de Berlin. Plus tard, elle a également enseigné au séminaire Max-Reinhardt.
Elisabeth Markus est également apparue dans de nombreuses productions cinématographiques et télévisuelles.
Elle se marie avec l'acteur Erich Nikowitz en 1965.

## Filmographie
- 1921 : Unter der Knute des Schicksals
- 1921 :  Der Findling des Glücks
- 1926 : Der Meineidbauer (de)
- 1934 : Ein Stern fällt vom Himmel (de)
- 1939 : Maria Ilona
- 1939 : Une mère
- 1942 : Beloved World
- 1942 : The Rainer Case
- 1943 : Back Then
- 1943 : Ich werde dich auf Händen tragen (de)
- 1943 : Die Wirtin zum Weißen Rößl (de)
- 1943 : Le Foyer perdu (Damals)
- 1945 : Le Cas Molander (Der Fall Molander )
- 1948 : Anni (de)
- 1948 : Rendezvous im Salzkammergut (de)
- 1948 : An klingenden Ufern (de)
- 1949 : Ruf an das Gewissen (de)
- 1951 : Sensation in San Remo (de)
- 1953 : Die Regimentstochter (de)
- 1953 : Dein Herz ist meine Heimat (de)
- 1954 : Die Hexe (de)
- 1957 : L'Ingénue de Vienne (Die unentschuldigte Stunde)
- 1965 : An der Donau, wenn der Wein blüht
- 1966 : Graf Bobby, der Schrecken des Wilden Westens (de)